# Гонка (Секретные материалы)
«Гонка» (англ. «Drive») — 2-й эпизод 6-го сезона сериала «Секретные материалы». Премьера состоялась 17 ноября 1998 года на телеканале FOX. Эпизод принадлежит к типу «монстр недели» и не связан с основной «мифологией сериала», заданной в первой серии. Режиссёр — Роб Боумэн, автор сценария — Винс Гиллиган, приглашённые актёры — Брайан Крэнстон, Джуниор Браун, Джеймс Пикенс-мл.
Главные герои серии — Фокс Малдер (Дэвид Духовны) и Дана Скалли (Джиллиан Андерсон), агенты ФБР, расследующие сложно поддающиеся научному объяснению преступления, называемые Секретными материалами.
Брайан Крэнстон и Винс Гиллиган позже будут работать вместе на сериале «Во все тяжкие».
Малдер схвачен человеком, страдающим от неизвестной болезни. Скалли ищет лекарство от нее.

## Сюжет
Фильм начинается с трансляции в прямом эфире новостного репортажа, посвящённого преследованию полицейскими подозреваемых на скоростном шоссе в пустыне штата Невада. Полиция задерживает водителя, думая, что на заднем сидении у него заложница. Женщину сажают в полицейскую машину, а водителя, Патрика Крампа, кладут на асфальт и надевают наручники. Вдруг женщина в полицейской машине начинает биться головой о стекло автомобиля. И поскольку камера захватывает все место происшествия, то зрители видят, что голова женщины взрывается, оставив на окне потеки крови.
Агенты Фокс Малдер и Дана Скалли выполняют инспекционные работы в соседнем штате Айдахо и случайно видят повтор репортажа. Малдер уговаривает Скалли поехать невадский город Элко, так как это может оказаться делом для Секретных материалов. Тем временем у Крампа обнаруживаются симптомы неизвестной болезни, и его отправляют в больницу на амбулаторной машине. Малдер, следуя за машиной, оказывается захваченным сбежавшим из-под опеки Крампом. Из разговора с ним Малдер понимает, что Крампа преследует невыносимая боль, которую можно унять, следуя на запад. Он делится этой информацией со Скалли, но та настроена скептически. Она считает, что Крампа поразила какая-то инфекция, и вызывает в дом Крампа группу медиков в биологической защите для обнаружения источника заражения. Там она находит трупы животных, поражённых теми же симптомами и живую соседку, которая страдает глухотой. Также на территории участка она обнаруживает антенны, принадлежащие ВМС США. Обратившись в военное ведомство, она узнаёт, что накануне сеть антенн ВМС США, использующихся для связи с атомными подводными лодками и работающих на крайне низких частотах, дала сбой. Она предполагает, что эти волны вызвали повышение давления во внутреннем ухе у местных жителей, и движение на запад, кажется, является единственным способом унять нарастающую боль. Малдер объясняет Крампу, что Скалли встретит их в конце скоростной дороги на Тихоокеанском побережье. Там она сделает укол во внутреннее ухо Крампа в надежде уменьшить давление. Но когда Малдер прибывает на место, оказывается слишком поздно: Крамп уже умер.
В конце помощник директора ФБР Элвин Керш жёстко отчитывает агентов за самоуправство и предлагает им в качестве альтернативы уволиться из рядов Бюро, однако те решительно настроены оставаться в ФБР, пусть и будучи отстранёнными от «Секретных материалов» и выполняя унизительные инспекционные проверки местных фермеров.

## Съёмки
Сценарист эпизода Винс Гиллиган создал сценарий на основе придуманной им идеи, в которой человек удерживал заложника на карусели, которая должна была непрерывно работать. После нескольких раундов мозгового штурма с другими сценаристами Гиллиган добавил в сюжет идею, что если карусель остановится, то голова преступника взорвётся. Чтобы обосновать эту идею, Гиллиган обратился к различным полумифическим правительственным экспериментам, среди которых оказались две реально существовавшие программы по разработке средств для передачи сообщений на сверхдальние расстояния: проекты HAARP и ELF; первый занимался проблематикой передачи сообщений в ионосфере и финансировался ВВС США, ВМФ США, Аляскинским университетом в Фэрбенксе и DARPA, а второй — исследовал применение сверхдлинных волн под эгидой ВМФ США. Гиллиган вписал в сценарий персонажа, тайно облучённого звуковыми волнами и теперь не способного остановиться из-за того, что его голова может взорваться.
Гиллиган признал, что сюжет эпизода навеян фильмом «Скорость» 1994 года, и включил в сценарий отсылку на него: когда Крамп и Малдер обнаруживают, что скоростное движение на запад является залогом к успеху, Малдер упоминает, что «кажется, уже видел это в каком-то фильме». Репортаж о полицейской погоне на скоростном шоссе, начинающий эпизод, был навеян похожей погоней, связанной с арестом О. Дж. Симпсона в 1994 году.
На роль Крампа Гиллиган взял Брайана Крэнстона, потому что считал, что сериалу «был необходим персонаж, который мог напугать, быть сам напуганным, но при этом быть очень разумным и человечным». В интервью The New York Times Гиллиган отмечал, что «нам нужно было, чтобы зрительская аудитория испытала чувство сожаления и утраты, когда главный злодей умрёт. Только Брайан мог провернуть подобное. Но весь фокус в том, что я не представляю, как это ему удаётся». На роль Крампа уже взяли другого актёра, и директор по кастингу Рик Милликан собирался отклонить кандидатуру Крэнстона, но разрешил провести пробы на роль и остался очень доволен актёрским мастерством Крэнстона.
Гостевая роль Крэнстона в «Секретных материалах» оказалась судьбоносной в карьере актёра. Когда Гиллиган начинал съёмки сериала «Во все тяжкие», он настоял на участии Крэнстона в главной роли Уолтера Уайта. Руководство телеканала AMC, которое было знакомо с творчеством Крэнстона только по участию в ситкоме «Малкольм в центре внимания», дало согласие только после того, как Гиллиган продемонстрировал «Гонку».

## Отзывы
Колин Эллис из The Dashing Fellows назвал «Гонку», «возможно, одним из лучших эпизодов, вышедших после выхода полнометражного фильма» («Секретные материалы: Борьба за будущее»).